# Upper Benefield
Upper Benefield es un pueblo del distrito de East Northamptonshire, en el condado de Northamptonshire (Inglaterra). Forma parte, junto con Lower Benefield, de la parroquia civil de Benefield. 